# Российон
Российо́н (фр. Rossillon) — коммуна во Франции, находится в регионе Рона — Альпы. Департамент — Эн. Входит в состав кантона Вирьё-ле-Гран. Округ коммуны — Белле.
Код INSEE коммуны — 01329.

## География
Коммуна расположена приблизительно в 420 км к юго-востоку от Парижа, в 60 км восточнее Лиона, в 55 км к юго-востоку от Бурк-ан-Бреса.
По территории коммуны протекает река Фюран. Большая часть территории покрыта лесами.

## Население
Население коммуны на 2010 год составляло 148 человек.
| 1962 | 1968 | 1975 | 1982 | 1990 | 1999 | 2010 |
| ---- | ---- | ---- | ---- | ---- | ---- | ---- |
| 136  | 130  | 99   | 96   | 103  | 147  | 148  |

## Администрация
| Период | Период | Фамилия       | Партия | Примечания |
| ------ | ------ | ------------- | ------ | ---------- |
| 1977   | 1983   | Жак Боден     |        |            |
| 1983   | 2001   | Марсель Бувье |        |            |
| 2001   | 2014   | Жорж Бувье    |        |            |

## Экономика
В 2010 году среди 101 человека трудоспособного возраста (15—64 лет) 69 были экономически активными, 32 — неактивными (показатель активности — 68,3 %, в 1999 году было 55,4 %). Из 69 активных жителей работали 59 человек (35 мужчин и 24 женщины), безработных было 10 (4 мужчины и 6 женщин). Среди 32 неактивных 8 человек были учениками или студентами, 16 — пенсионерами, 8 были неактивными по другим причинам.

## Достопримечательности
- Церковь Св. Петра (XV век). Исторический памятник с 1939 года.[3]
- Усадьба Ла-Форе (1398 год). Исторический памятник с 2005 года.[4]
- Пещера Ото[фр.].

## Фотогалерея
- Церковь Св. Петра
- Усадьба Ла-Форе
- Статуя Девы Марии